# Лазарев (Гомельская область)
Лазарев (бел. Лазараў) — посёлок в Столбунском сельсовете Ветковского района Гомельской области Белоруссии.

## Административное устройство
До 11 января 2023 года входил в состав Яновского сельсовета. В связи с объединением Столбунского, Малонемковского и Яновского сельсоветов Ветковского района Гомельской области в одну административно-территориальную единицу — Столбунский сельсовет, включен в состав Столбунского сельсовета.

## География

### Расположение
В 42 км на северо-восток от Ветки, 65 км от Гомеля.

## Транспортная сеть
Транспортные связи по просёлочной, затем автомобильной дороге Яново — Ветка. Планировка состоит из короткой почти прямолинейной улицы, близкой к широтной ориентации. Застройка деревянная, усадебного типа.

## История
Основан во 2-й половине XIX века переселенцами из соседних деревень. В 1926 году в Яновском сельсовете Светиловичского района Гомельского округа. В 1929 году организован колхоз. В 1959 году в составе совхоза «Яново» (центр — деревня Яново).

## Население

### Численность
- 2004 год — 23 хозяйства, 45 жителей.

### Динамика
- 1926 год — 45 дворов, 243 жителя.
- 1959 год — 224 жителя (согласно переписи).
- 2004 год — 23 хозяйства, 45 жителей.